# Юзеф Звонаж
Юзеф Звонаж (пол. Józef Zwonarz; 11 березня 1899, Станіславів — 24 листопада 1984, Лісько) — польський механік угорського походження. Праведник народів світу.

## Біографія
Син механіка Адальберта (Войцеха) Звонажа (1855–1902) та його дружини Вероніки (1861–1941). Брат Євгеніуша (1881–1945), Вільгельма (1883–1957, підполковника Польської армії), Рудольфа, Йоланти, Ядвіги та Матильди. Він жив зі своєю родиною поблизу Станіславіва, а після смерті батька тимчасово оселився в Будапешті з матір'ю, яка була угорського походження, та братами й сестрами.
До 1914 року він був студентом Будапештської політехніки. Під час Першої світової війни служив солдатом в Австро-Угорській армії. Після відновлення незалежності Польщею його прийняли до Польської армії і він брав участь Польсько-радянській війні. Після війни оселився в Лісько, де одружився з Францішкою Йодловською, уродженкою міста. Він керував механічною та металообробною майстернею, розташованою на вулиці Грюнвальдській, здобувши повагу місцевого населення. У міжвоєнний період він також працював шофером. Звонаж став гравцем футбольного клубу «Сановія Леско», заснованого в 1923 році, та перекладав для гравців команди інструкції з футбольних тренувань, опубліковані в угорському журналі «Magyarfutball». Він володів угорською та німецькою мовами.
Після початку Другої світової війни він брав участь в обороні Польщі, а пізніше брав участь у польському русі опору. Через угорське походження німці ставилися до нього менш суворо, і вони також користувалися послугами його майстерні. Під час німецької окупації він залучився до підпілля, офіційно працюючи в професійно-технічному училищі в Леско, де викладав технічне креслення та брав участь у підпільному викладанні під псевдонімом «Верона». Він брав участь у розповсюдженні підпільної преси та інструкцій у Польській збройній організації (ПЗО), співпрацюючи з Алоїзієм Белзою та Мечиславом Пшисташем. Він переховував від німців шістьох євреїв. З грудня 1942 року, протягом понад 22 місяців, він тримав у земляній ямі під своєю майстернею в центральній частині Леско доктора Натана Валлаха та його дружину Яфу, які втекли з пересильного табору Заслав. Пізніше він також переховував там братів Яфи, Пінка та Мілко Манастерів, а з літа 1944 року — їхню сестру Анну. Водночас він надавав притулок доньці Валлахів, Рені (1938), яку в 1942 році передав Зофії Чемерис (дочці свого брата Євгеніуша, дружині офіцера Польської армії Тадеуша Чемериса) у Загуже. 

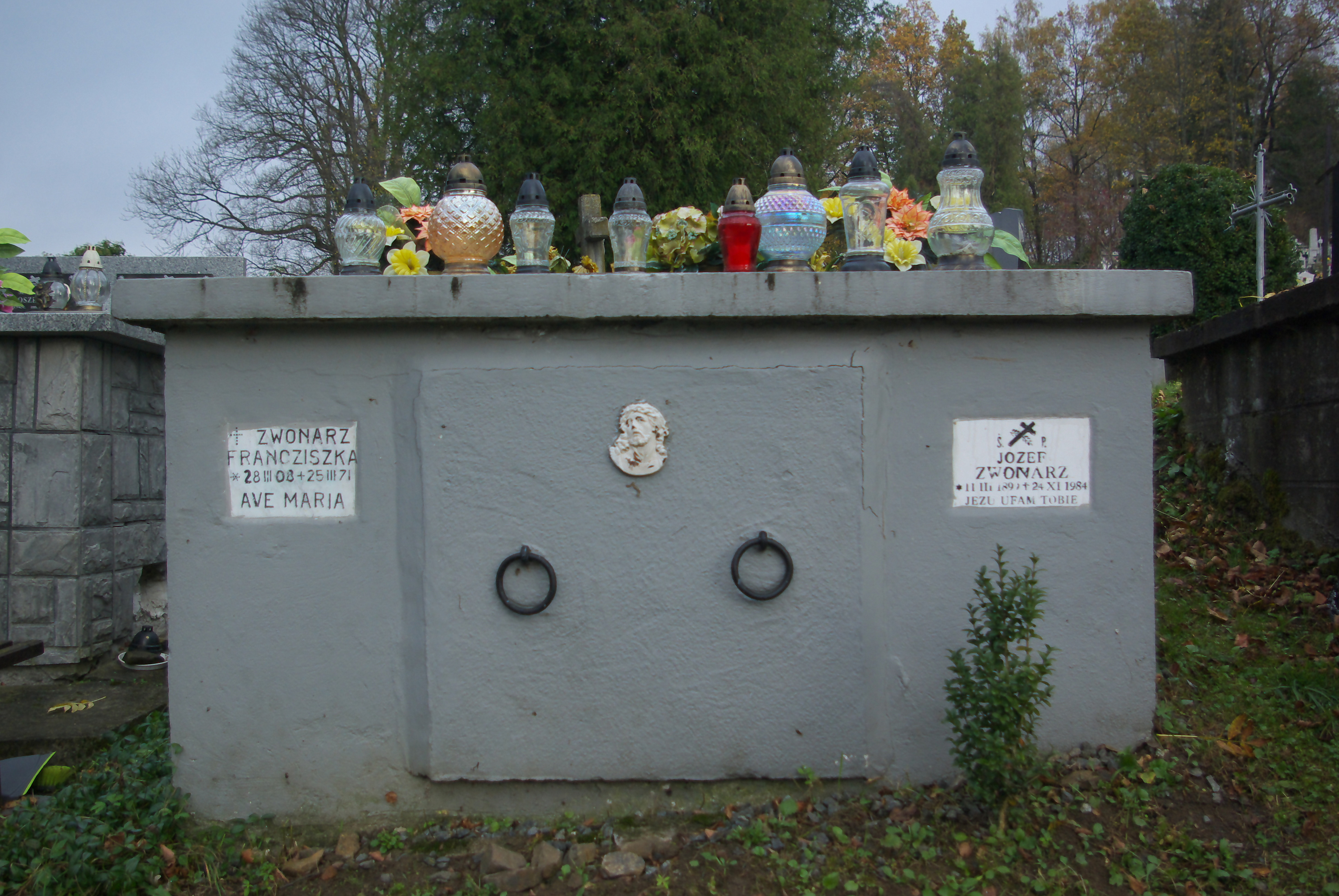
Склеп, в якому поховані Звонаж та його дружина (2017).

У 1967 році Юзеф Звонаж та його дружина Францішка були нагороджені званням «Праведник народів світу» (№ 331). Їх обох поховали на цвинтарі в Лісько. У них було шестеро дітей: Марія, Яніна, Зофія, Францішек, Гелена та Ромуальд.
Яфа Валлах написала мемуари, які були опубліковані в Сполучених Штатах під назвою «Гірка свобода. Спогади вцілілої під час Голокосту» видавництвом Hermitage Publishers у 2006 році. Польський переклад був опублікований у 2012 році за редакцією Ельжбети Ранчі та виданий Інститутом національної пам'яті в Жешуві. У своєму репортажному романі «Над дивною річкою Самбатіон», написаному в 1955 та опублікованому в 1957 році, єврейський письменник Кальман Сегал включив посилання на Юзефа Звонажа та його порятунок єврейської родини.